# Saggart
Saggart (irisch Teach Sagard, deutsch: Haus Sagard) ist eine Vorstadt der irischen Hauptstadt Dublin und Teil des Countys South Dublin. Saggart liegt am Fuß der Wicklow Mountains etwa 14 km westsüdwestlich vom Stadtzentrum Dublins.

## Bevölkerung
Im Jahr 2022 wurden für Saggart 4573 Einwohner ermittelt.

## Lage und Verkehrsanbindung
Saggart liegt an der N7 von Dublin nach Limerick. Der River Camac trennt die Ortschaft von der westlich gelegenen Town Rathcoole. Im Norden von Saggart liegt der Militärflugplatz Baldonnel. 
Hier endet die Luas-Linie Saggart (bzw. Red 4).

## Sehenswürdigkeiten
Die beiden Menhire Adam und Eve befinden sich in der Gemarkung Boherboy und der Menhir von Raheen nahe der N81. 
Die um 1845 im neugotischen Stil errichtete römisch-katholische Pfarrkirche Marien Geburt (The Nativity of the Blessed Virgin Mary) befindet sich im Ortszentrum.

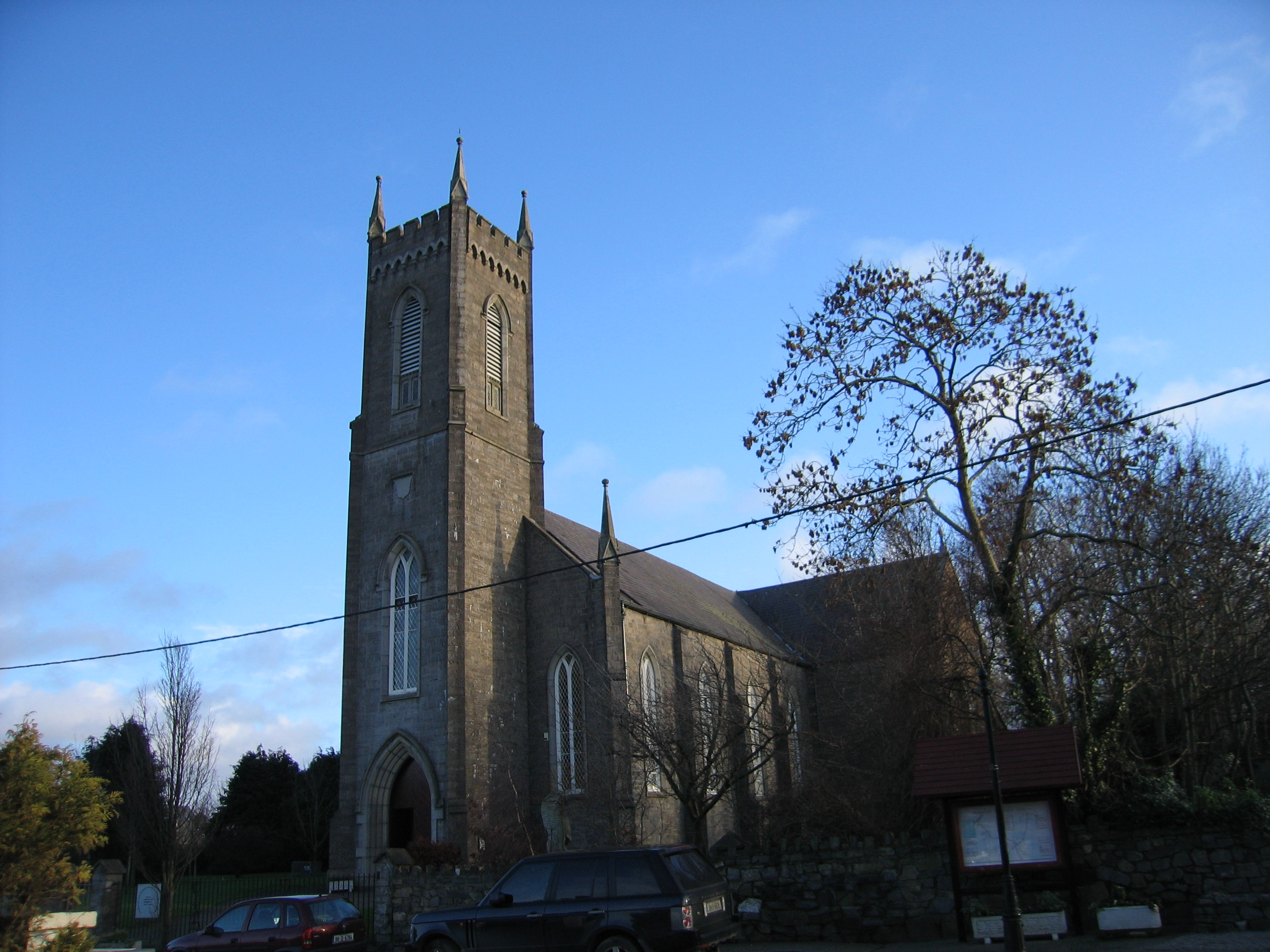
Pfarrkirche Marien Geburt